# Anaxyrus canorus
Espèce
Synonymes
- Bufo canorus Camp, 1916

Statut de conservation UICN

 EN A2ae : En danger
Anaxyrus canorus est une espèce d'amphibiens de la famille des Bufonidae.

## Répartition
Cette espèce est endémique de la Californie aux États-Unis. Elle se rencontre dans la Sierra Nevada, du comté d'Alpine au comté de Fresno. Elle est présente entre 1 460 et 3 630 m d'altitude.

## Galerie

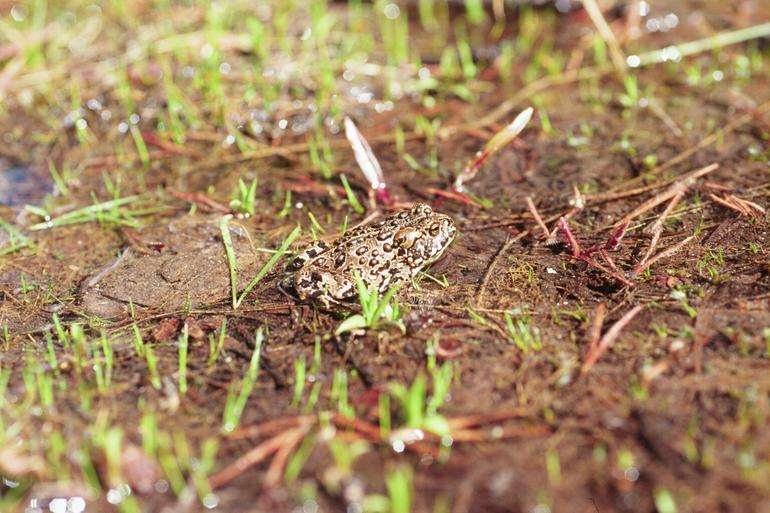
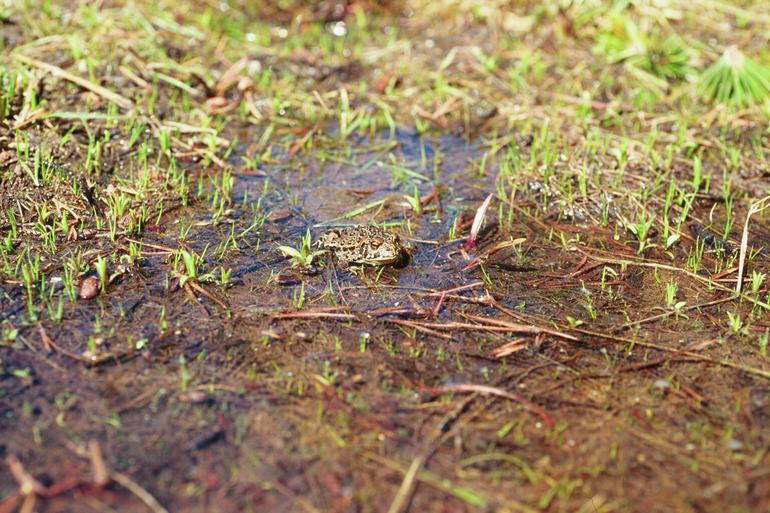
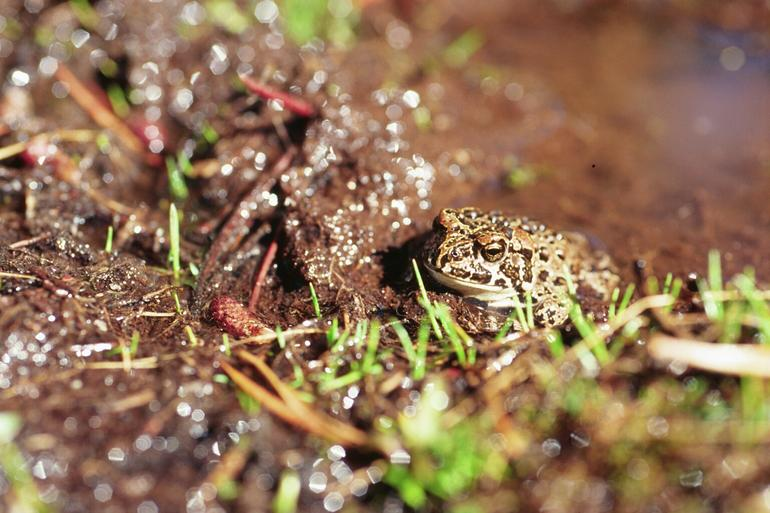
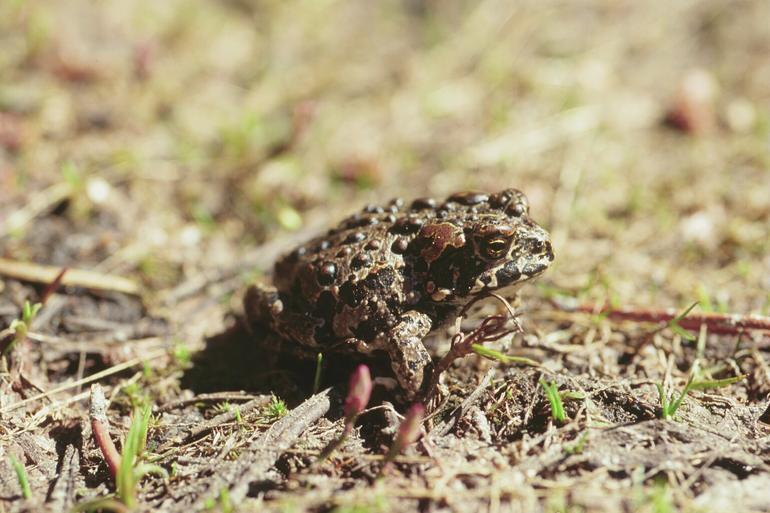
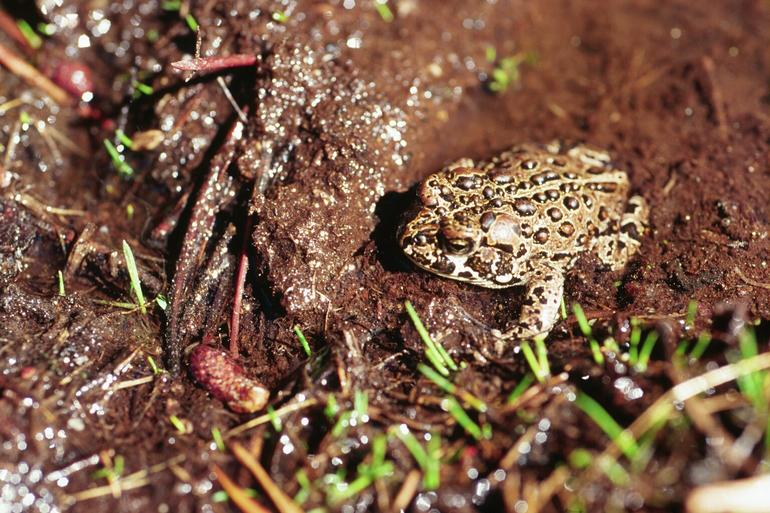
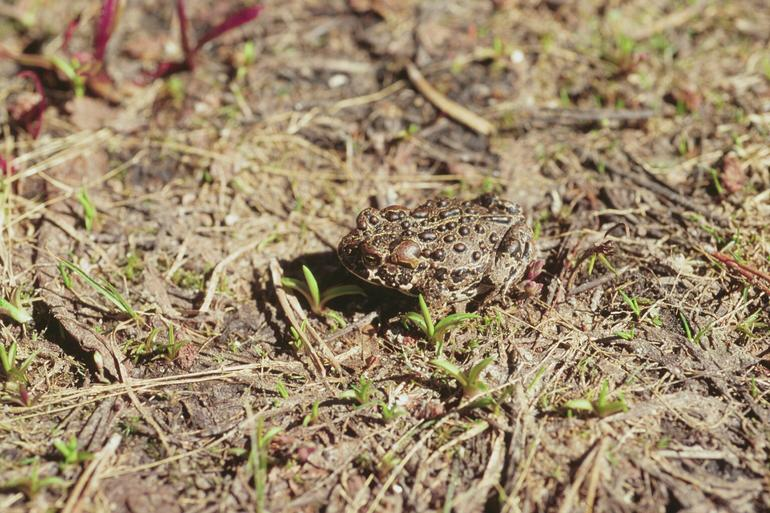

#### Publication originale
- * Camp, 1916 : Description of Bufo Canorus, A New Toad from the Yosemite National Park. University of California Publications in Zoology, vol. 17, no 6, p. 59-62 (texte intégral).